# Туджибиды
Династия Туджибидов (араб. بنو تجيب‎) — династия мусульманских правителей, правивших Тайфой Сарагоса в 1019-1039 годах.

## История
Представители династии Туджибидов были наследственными наместниками Сарагосы с 898 года. В 1019 году Мунзир, бывший тогда наместником, провозгласласил Сарагосу независимой.
В 1039 году Муизз ад-даула Мунзир II, третий и последний правитель династии, был убит. Через несколько месяцев власть в Сарагосе захватил Сулейман ал-Мустаин, основавший династию Худидов.

## Правители
- Мунзир I ал-Мансур (1019—1023)
- Йахйа ал-Музффар (1023—1029)
- Муизз ад-даула Мунзир II (1029—1038)
- Абдалла бен Хакам (1038)